# Adja Rose Basse
Adja Rose Basse (nacida hacia 1920 - 31 de octubre de 2005) fue una activista independentista senegalesa. Fue miembro de la Sección Francesa de la Internacional de Obrera y del Bloque Democrático Senegalés.

## Biografía
Inicialmente miembro de la Sección Francesa FIO, Adja Rose Basse se convertirá en vicepresidenta de la Unión de Mujeres de Senegal (UFS).
Se introdujo en la política en 1946 con Amadou Lamine Gueye en el Partido Socialista. Como sindicalista, Gueye la identifica como la fundadora del Movimiento de Mujeres Trabajadoras de Senegal.
En julio de1958, asistió en representación de la UFS al congreso de la Agrupación Democrática Africana (RDA) en Cotonú, Benín. Pide una iendependencia inmediata y total en lugar de una comunidad europea. Basse se encuentra entre las portadoras de pancartas con otras mujeres de la UFS frente al general de Gaulle que llegó a Dakar el 26 de agosto de 1958.
Representó a las mujeres senegalesas en el Seminario de Mujeres Africanas en Ibadan, Nigeria en 1960.
Cuando se creó la Unión Progresista Senegalesa (UPS) era la única mujer miembro de la oficina ejecutiva provisional en 1958. Allí ocupó el puesto de secretaria de propaganda.
Aliada de Mamadou Dia, fue encarcelada en 1963 tras la crisis política de 1962 entre Dia y Senghor. Después de unos años sin ser activista, en la jubilación se interesó por las asociaciones musulmanas.
Adja Rose Basse murió el 31 de octubre de 2005. 